# Astroblepus chimborazoi
Astroblepus chimborazoi és una espècie de peix de la família dels astroblèpids i de l'ordre dels siluriformes.

## Morfologia
Els mascles poden assolir els 2,5 cm de llargària total.

## Distribució geogràfica
Es troba a l'Equador.